# 3969 Rossi
3969 Rossi este un asteroid din centura principală, descoperit pe 9 octombrie 1978 de Liudmila Juravliova.